# Čaňa
Čaňa (in ungherese Hernádcsány) è un comune della Slovacchia facente parte del distretto di Košice-okolie, nella regione di Košice.